# Neolophonotus lasius
Neolophonotus lasius là một loài ruồi trong họ Asilidae. Neolophonotus lasius được Londt miêu tả năm 1988. Loài này phân bố ở vùng nhiệt đới châu Phi.